# 푸에르토리코 여자 배구 국가대표팀

푸에르토리코 여자 배구 국가대표팀(스페인어: Selección femenina de voleibol de Puerto Rico)은 푸에르토리코를 대표하여 국가대항전에 참가하는 여자 배구 국가대표팀으로 푸에르토리코 배구 연맹에 의해 운영된다.